# Premios Amigo
Los Premios Amigo fueron unos galardones musicales entregados en España por Promusicae desde 1997 y con carácter anual. La última edición fue en 2007. A partir de 2020 pasarán a llamarse Premios Odeón.
Galardones españoles instituidos en 1997 por la Sociedad General de Autores y Editores (SGAE) y Fundación Autor, en colaboración con la Sociedad de Artistas de España (AIE).
En 1997, Promusicae, entonces llamada Afyve (Asociación Fonográfica y Videográfica Española), convocó por primera vez los Premios Amigo, en los que se galardonaba a los cantantes y grupos nacionales e internacionales con más éxito en las listas de ventas españolas. En 1998 tras la entrega del Premio a la trayectoria artística Mecano sucedió la desintegración del grupo tras anunciar José María Cano su salida definitiva del grupo este hecho da por terminada la historia del grupo más importante de la década de los ochenta. Primeramente se organizaron galas anuales que contaban con la participación de prestigiosos artistas internacionales emitidas por la cadena de televisión Antena 3. En 2003 se celebró la última edición ininterrumpida, para volver en noviembre de 2007 con la octava edición. Entre los ganadores, nominados e invitados de todas sus ediciones se encuentran The Corrs (primer premio internacional que recibieron), U2, Céline Dion, Britney Spears, Aqua, Oasis, Alejandro Sanz, Spice Girls, Gloria Estefan, Paulina Rubio , La Oreja de Van Gogh, Robbie Williams, Christina Aguilera, Kylie Minogue, Mónica Naranjo , etc.
Desde 2024 los Premios de la Academia de Música se consideran los sucesores de los Premios Amigo, los Premios de la Música y Premios Odeón.

## Refundación
En la actualidad desde 2020 se ha reanudado con la refundación en los Premios Odeón, fruto de la fusión de Premios de la Música (1997-2012, Sociedad General de Autores y Editores y Fundación Autor, en colaboración con la Sociedad de Artistas de España hasta 2000, de 2001 a 2012  Academia de las Artes y las Ciencias de la Música) y premios Amigo (1997-2007, Productores de Música de España).

## Palmarés
I edición 1997
- Mejor grupo español: Ella Baila Sola
- Mejor grupo latino: Donato y Estéfano
- Mejor grupo internacional: U2
- Mejor solista masculino español: Alejandro Sanz
- Mejor solista masculino latino: Luis Miguel
- Mejor solista masculino internacional: Paul Carrack
- Mejor solista femenina española: Rosana
- Mejor solista femenina latina: Gloria Estefan
- Mejor solista femenina internacional: Céline Dion
- Mejor álbum español: Lunas rotas, de Rosana
- Mejor álbum latino: Abriendo puertas, de Gloria Estefan
- Mejor álbum internacional: Forgiven, Not Forgotten, de The Corrs
- Artista revelación: Jarabe de Palo
- Artista revelación internacional: Spice Girls
- Premio Amigo especial: Ricky Martin (por la venta de 90,000 copias de su álbum A medio vivir)

II edición 1998
- Mejor solista masculino español: Manolo García
- Mejor solista masculino latino: Francisco Céspedes
- Mejor solista masculino internacional: Lenny Kravitz
- Mejor solista femenina española: Mónica Naranjo
- Mejor solista femenina latina: Gloria Estefan
- Mejor solista femenina internacional: Céline Dion
- Mejor grupo español: Jarabe de Palo
- Mejor grupo latino: Só Pra Contrariar
- Mejor grupo internacional: The Corrs
- Artista revelación española: Malú
- Artista revelación latina: Francisco Céspedes
- Artista revelación internacional: Aqua
- Mejor álbum español: Arena en los bolsillos, de Manolo García
- Mejor álbum latino: Vida loca, de Francisco Céspedes
- Mejor álbum internacional: Talk on Corners, de The Corrs
- Mejor álbum de flamenco: Eres luz, de Niña Pastori
- Premio homenaje: Alejandro Sanz
- Premio a la trayectoria artística: Mecano

III edición 1999
- Mejor solista masculino español: Joaquín Sabina
- Mejor solista masculino latino: Chayanne
- Mejor solista masculino internacional: Ricky Martin
- Mejor solista femenina española: Rosana
- Mejor solista femenina latina: Shakira
- Mejor solista femenina internacional: Cher
- Mejor grupo español: Presuntos Implicados
- Mejor grupo latino: Só Pra Contrariar
- Mejor grupo internacional: Texas
- Artista revelación española: Hevia
- Artista revelación latina: Chayanne
- Artista revelación internacional: Britney Spears
- Mejor álbum español: Dile al sol, de La Oreja de Van Gogh
- Mejor álbum latino: Amarte es un placer, de Luis Miguel
- Mejor álbum internacional: Believe, de Cher
- Mejor álbum flamenco: Del amanecer, de José Mercé
- Premio homenaje: Tina Turner
- Premio a la trayectoria artística: Joan Manuel Serrat

IV edición 2000
- Mejor solista masculino español: Alejandro Sanz
- Mejor solista masculino latino: Carlos Vives
- Mejor solista masculino internacional: Tom Jones
- Mejor solista femenina española: Luz Casal
- Mejor solista femenina latina: Christina Aguilera
- Mejor solista femenina internacional: Madonna
- Mejor grupo español: Estopa
- Mejor grupo latino: La Mosca
- Mejor grupo internacional: Carlos Santana
- Artista revelación español: Estopa
- Artista revelación latino: La Mosca
- Artista revelación internacional: Christina Aguilera
- Mejor álbum español: El alma al aire, de Alejandro Sanz
- Mejor álbum latino: El amor de mi tierra, de Carlos Vives
- Mejor álbum internacional: Supernatural, de Carlos Santana
- Mejor álbum de flamenco: Alma, de José el Francés

V edición 2001
- Mejor solista masculino español: Manolo García
- Mejor solista masculino latino: Manu Chao
- Mejor solista masculino internacional: Craig David
- Mejor solista femenino española: Rosana
- Mejor solista femenino latina: Paulina Rubio
- Mejor solista femenina internacional: Björk
- Mejor grupo español: Café Quijano
- Mejor grupo latino: Son by Four
- Mejor grupo internacional: U2
- Artista revelación español: Los Caños
- Artista revelación latino: Coyote Dax
- Artista revelación internacional: Dido
- Mejor álbum español: Nunca el tiempo es perdido, de Manolo García
- Mejor álbum latino: Próxima estación... Esperanza, de Manu Chao
- Mejor álbum internacional: All That You Can't Leave Behind, de U2
- Mejor álbum de flamenco: Aire, de José Mercé

VI edición 2002
- Mejor solista masculino español: Álex Ubago
- Mejor solista masculino latino: Juanes
- Mejor solista masculino internacional: Bruce Springsteen
- Mejor solista femenino española: Marta Sánchez
- Mejor solista femenino latina: Shakira
- Mejor grupo español: Estopa
- Mejor grupo latino: Maná
- Artista revelación masculino español: Álex Ubago
- Artista revelación femenina española: Las Ketchup
- Artista revelación latino: Juanes
- Artista revelación internacional: Alicia Keys
- Grupo revelación español: Las Ketchup
- Grupo revelación latino: La Ley
- Mejor álbum español: ¿Qué pides tú?, de Álex Ubago
- Mejor álbum latino: Un día normal', de Juanes
- Mejor álbum internacional: The Rising, de Bruce Springsteen
- Mejor álbum flamenco: María, de Niña Pastori

VII edición 2003
- Mejor solista masculino español: Alejandro Sanz
- Mejor solista masculino latino: Bebo Valdés
- Mejor solista femenina española: Pasión Vega
- Mejor solista femenina latina: Dulce Pontes
- Mejor grupo español: La Oreja de Van Gogh
- Mejor grupo latino: Bebo & Cigala
- Mejor artista internacional: Bruce Springsteen
- Artista revelación masculino español: Diego el Cigala
- Artista revelación femenina española: Najwa Nimri
- Artista revelación latino: Carlinhos Brown
- Grupo revelación español: Andy y Lucas
- Grupo revelación latino: Bebo & Cigala
- Grupo revelación internacional: Evanescence
- Mejor álbum español: No es lo mismo, de Alejandro Sanz
- Mejor álbum latino: Tribalistas, de Tribalistas
- Mejor álbum internacional: Dangerously in Love, de Beyoncé
- Mejor álbum flamenco: Lágrimas negras de Bebo & Cigala
- Mejor álbum de música clásica: Schumann - The Symphonies, de Daniel Barenboim
- Mejor video musical: «No es lo mismo», de Alejandro Sanz

Del 2004 al 2006 debido a la crisis de la industria no se concedieron los Premios Amigo
VIII edición 2007
- Premio Amigo del público: David Bisbal
- Artista español más vendido: Miguel Bosé por Papito
- Artista latino más vendido: Jennifer Lopez
- Artista revelación más vendido: La Quinta Estación
- Artista internacional más vendido: RBD
- Mejor canción: «Amor gitano», de Alejandro Fernández y Beyoncé
- Mejor videoclip: «Y ahora voy a salir (Ranxeira)», de Mägo de Oz
- Tema más descargado: «Amor gitano», de Alejandro Fernández y Beyoncé
- Premio de honor: Luis Eduardo Aute